# Château Caillou
Le château Caillou, est un domaine viticole situé à Barsac en Gironde. En AOC Barsac, il est classé deuxième grand cru dans la classification officielle des vins de Bordeaux de 1855.

## Millésimes
Grands millésimes :